# Världsmästerskapen i short track 2004
Världsmästerskapen i short track 2004 hölls mellan 17 mars och 19 mars 2004 i Göteborg, Sverige.

## Resultat

### Herrar
| Gren: | Guld:                                                       | Guld:      | Silver:                                  | Silver:   | Brons:                                                                | Brons:    |
| --- | ----------------------------------------------------------- | ---------- | ---------------------------------------- | --------- | --------------------------------------------------------------------- | --------- |
| 500 m | Song Suk-Woo Sydkorea                                       | 42.599     | Li Haonan Kina                           | 42.667    | Li Ye Kina                                                            | 43.420    |
| 1000 m | Ahn Hyun-Soo Sydkorea                                       | 1:26.813   | Li JiaJun Kina                           | 1:27.162  | Fabio Carta Italien                                                   | 1:28.002  |
| 1500 m | Ahn Hyun-Soo Sydkorea                                       | 2:16.376   | Jonathan Guilmette Kanada                | 2:16.418  | Song Suk-Woo Sydkorea                                                 | 2:16.657  |
| 3000 m | Ahn Hyun-Soo Sydkorea                                       | 5:03.670   | Song Suk-Woo Sydkorea                    | 5:09.807  | Li Ye Kina                                                            | 5:10.089  |
| 5000 m relay | Ahn Hyun-Soo Song Suk-Woo Cho Nam-Kyu Kim Hyun-Kon Sydkorea | 6:48.133   | Sui Baoku Li JiaJun Li Haonan Li Ye Kina | 6:49.232  | Roberto Serra Nicola Franceschina Nicola Rodigari Fabio Carta Italien | 6:49.563  |
| Sammanlagt* | Ahn Hyun-Soo Sydkorea                                       | 102 points | Song Suk-Woo Sydkorea                    | 68 points | Li JiaJun Kina                                                        | 29 points |
| * En första plats gav 34 poäng, en andra plats gav 21 poäng, en tredje plats gav 13 poäng, en fjärde plats gav 8 poäng, en femte plats gav 5 poäng, en sjätte plats gav 3 poäng och en sjunde gav 2 poäng i varje tävling och den sammanlagda poängen ger de sammanlagda resultaten. |                                                             |            |                                          |           |                                                                       |           |

### Damer
| Gren: | Guld:                                                       | Guld:     | Silver:                                               | Silver:   | Brons:                                                    | Brons:    |
| --- | ----------------------------------------------------------- | --------- | ----------------------------------------------------- | --------- | --------------------------------------------------------- | --------- |
| 500 m | Wang Meng Kina                                              | 45.332    | Marta Capurso Italien                                 | 45.482    | Choi Eun-Kyung Sydkorea                                   | 45.516    |
| 1000 m | Choi Eun-Kyung Sydkorea                                     | 1:34.724  | Byun Chun-Sa Sydkorea                                 | 1:34.806  | Fu Tian Yu Kina                                           | 1:35.033  |
| 1500 m | Choi Eun-Kyung Sydkorea                                     | 2:28.048  | Wang Meng Kina                                        | 2:28.299  | Alanna Kraus Kanada                                       | 2:29.573  |
| 3000 m | Byun Chun-Sa Sydkorea                                       | 5:58.035  | Fu Tian Yu Kina                                       | 5:58.344  | Marta Capurso Italien                                     | 5:58.448  |
| 3000 m | Ko Gi-Hyun Kim Min-Jee Choi Eun-Kyung Byun Chun-Sa Sydkorea | 4:20.985  | Cheng Xiao Lei Fu Tian Yu Liu Xiaoying Wang Meng Kina | 4:21.112  | Mara Zini Katia Zini Catia Borrello Marta Capurso Italien | DQ        |
| Sammanlagt* | Choi Eun-Kyung Sydkorea                                     | 84 points | Wang Meng Kina                                        | 60 points | Byun Chun-Sa Sydkorea                                     | 55 points |
| * En första plats gav 34 poäng, en andra plats gav 21 poäng, en tredje plats gav 13 poäng, en fjärde plats gav 8 poäng, en femte plats gav 5 poäng, en sjätte plats gav 3 poäng och en sjunde gav 2 poäng i varje tävling och den sammanlagda poängen ger de sammanlagda resultaten. |                                                             |           |                                                       |           |                                                           |           |

## Medaljtabell
| Pl. | Land     |    |   |   | Totalt |
| --- | -------- | -- | - | - | ------ |
| 1   | Sydkorea | 11 | 3 | 3 | 17     |
| 2   | Kina     | 1  | 7 | 4 | 12     |
| 3   | Italien  | 0  | 1 | 3 | 4      |
| 4   | Kanada   | 0  | 1 | 1 | 2      |